# Leonora (Australie)
Pour les articles homonymes, voir Leonora.
Leonora (401 habitants) est une petite localité et le centre administratif du comté de Leonora en Australie-Occidentale, en Australie.
L'endroit est extrêmement aride, avec une pluviométrie moyenne annuelle de seulement 230 millimètres. Il y fait également plutôt chaud, avec des températures moyennes journalières allant de 18 °C en juillet à 37 °C en janvier.

## Économie
Leonora est à l'origine une ville minière. Il y a un certain nombre de mines d'or de taille importante dans le comté ainsi que le projet de mine de nickel de Murrin Murin.
La région est trop aride pour faire de l'agriculture mais il y a une économie pastorale substantielle.

## Transports
Leonora a possédé un tramway à traction vapeur entre 1901 et 1908, à traction électrique (une voiture), de novembre 1908 à 1915, à traction essence (une voiture) de 1915 à 1921 Leonora's tram system, pets.railpage.org.au .
Leonora possède un aéroport (Leonora Airport, code AITA : LNO, code OACI : YLEO) Shire Leonora - Domestic Airport .